# Leptocerus sukhabaddha
Leptocerus sukhabaddha är en nattsländeart som beskrevs av Schmid 1987. Leptocerus sukhabaddha ingår i släktet Leptocerus och familjen långhornssländor. Inga underarter finns listade i Catalogue of Life.